# مرگ‌ها در ژوئیه ۲۰۱۹
مرگ‌ها در ژوئیه ۲۰۱۹ (انگلیسی: Deaths in July 2019) آنچه در پی می‌آید فهرست افراد سرشناسی است که در ژوئیه ۲۰۱۹ درگذشته‌اند.
- در هر عنوان به‌ترتیب نام شخص، سن، ملیت، دلیل سرشناسی، علت مرگ، و منبع آمده‌است.

## ژوئیه

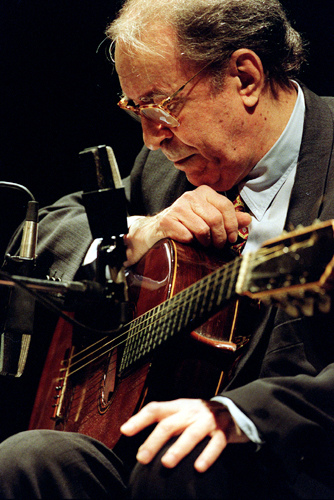
ژوآو ژیلبرتو

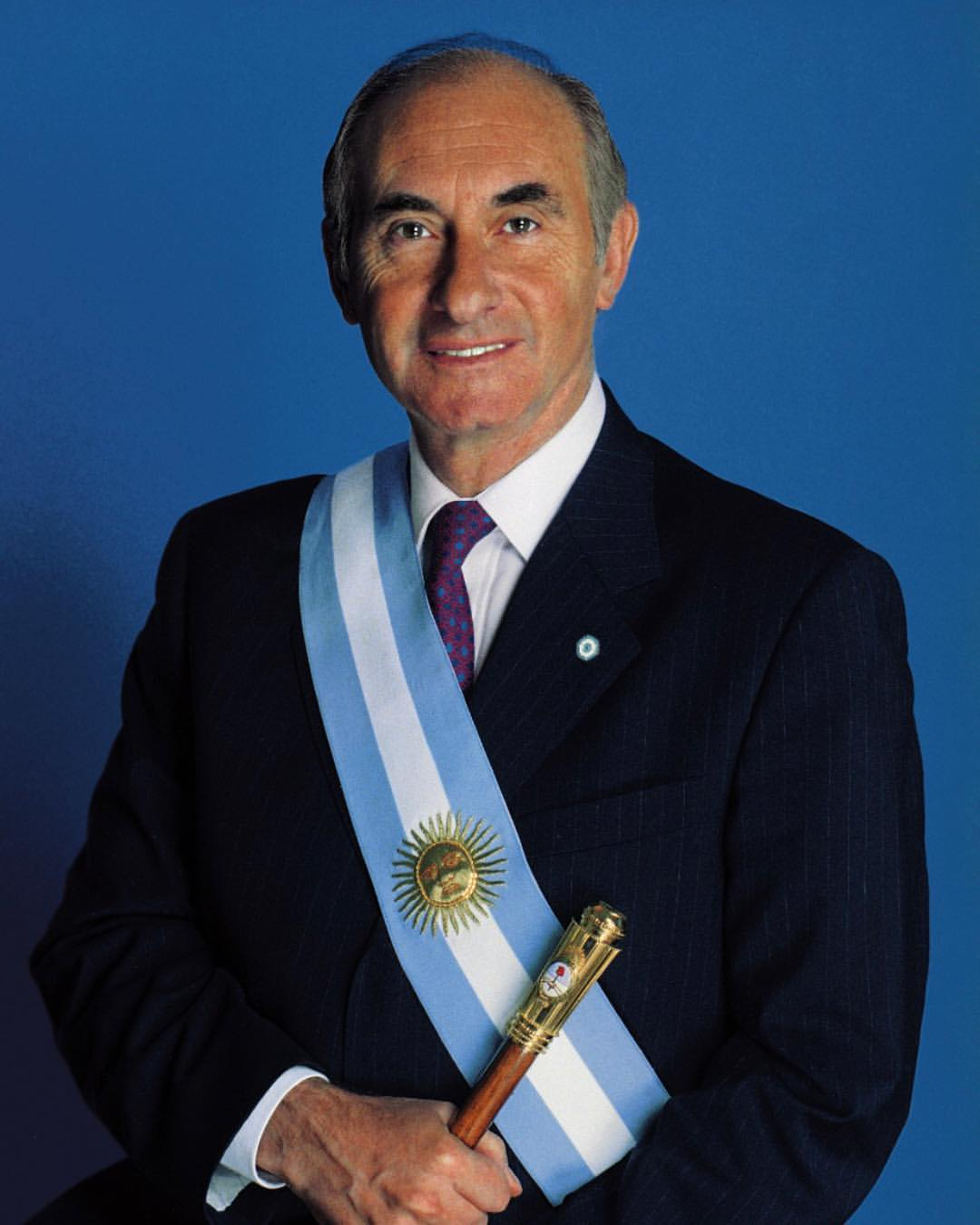
فرناندو دی لا روا

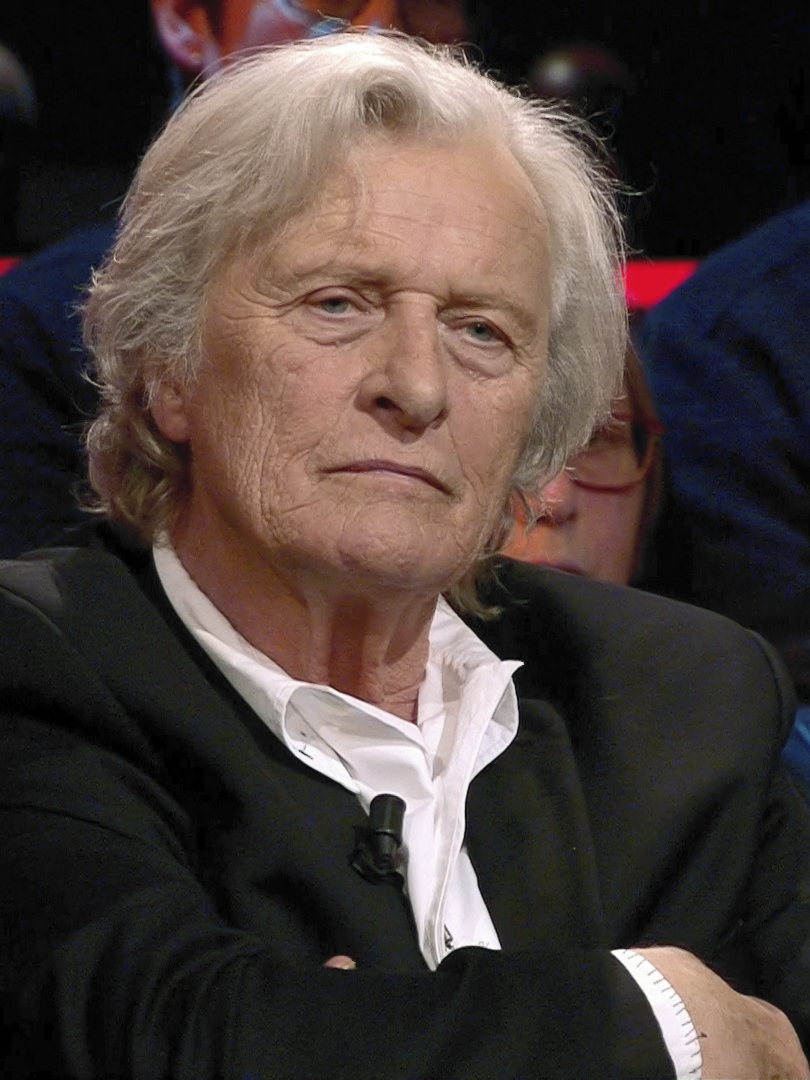
روتخر هاور

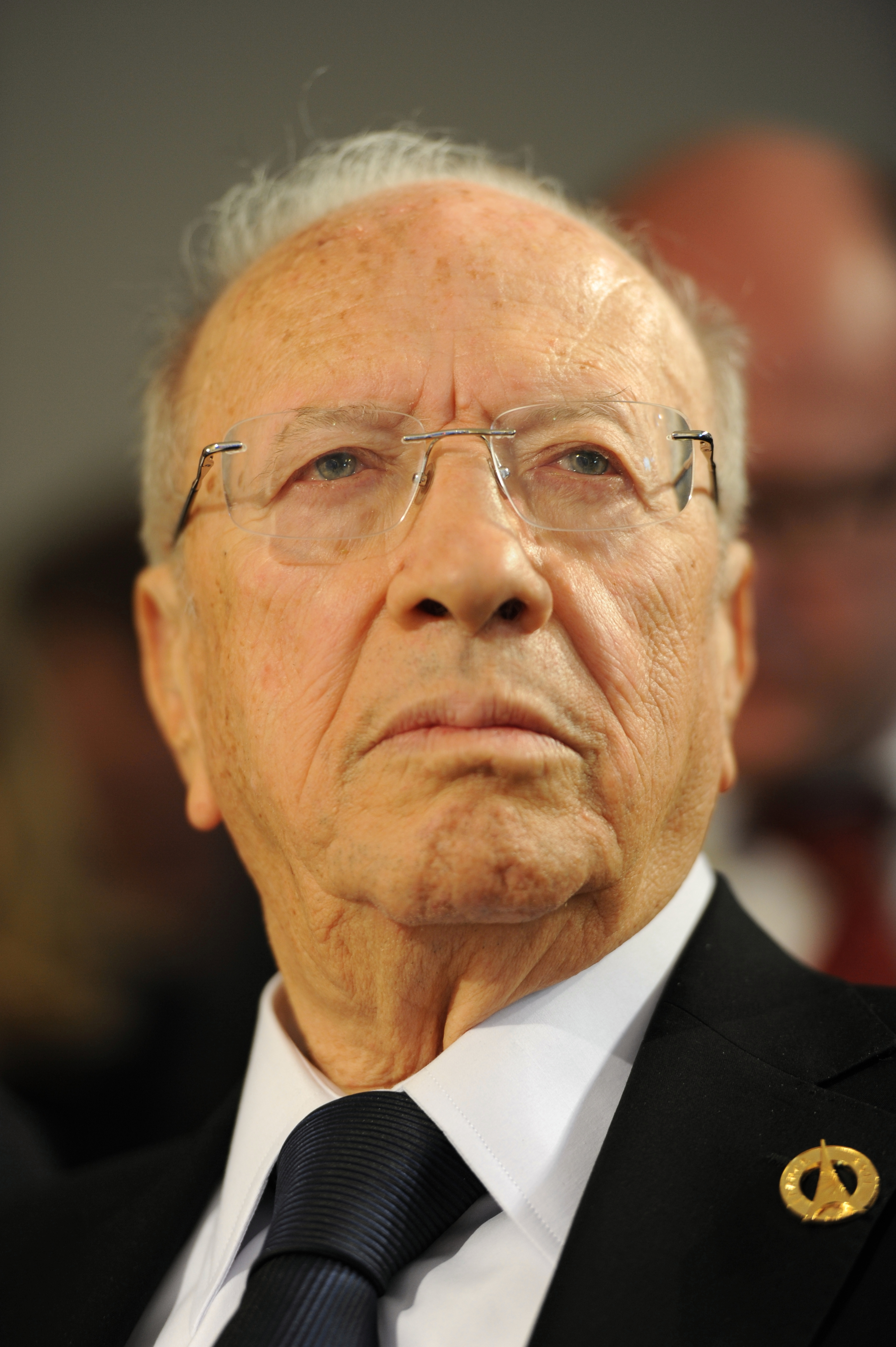
محمد باجی قائد سبسی

- ادواردو فاخاردو، ۹۴، هنرپیشه اهل اسپانیا.
- آرتورو فرناندس رودریگس، ۹۰، هنرپیشه اهل اسپانیا.
- پی‌یر لومه، ۸۹، فیلم‌بردار سینما اهل فرانسه.
- ژوآو ژیلبرتو، ۸۸، نوازنده گیتار و خواننده برزیلی.
- آرتور براونر، ۱۰۰، تهیه‌کننده فیلم، و فیلم‌نامه‌نویس لهستانی‌تبار اهل آلمان.
- راس پرو، ۸۹، سیاست‌مدار و میلیاردر آمریکایی.
- فرناندو دی لا روا، ۸۱، وکیل و سیاست‌مدار اهل آرژانتین.
- ریپ تورن، ۸۸، هنرپیشه، صداپیشه و کمدین اهل ایالات متحده آمریکا.
- والنتینا کورتس، ۹۶، هنرپیشه اهل ایتالیا.
- فرناندو کورباتو، ۹۳، دانشمند علوم کامپیوتر آمریکایی.
- حسین محمد ارشاد، ۸۹، سیاست‌مدار اهل بنگلادش.
- پرنل ویتاکر، ۵۵، بوکسور اهل ایالات متحده آمریکا.
- جان پال استیونز، ۹۹، افسر و قاضی آمریکایی.
- طاهر یارویسی، ۷۹، هنرمند و موسیقی‌دان ایرانی.
- آندره‌آ کامیلری، ۹۳، نویسنده، پدیدآور و کارگردان تئاتر اهل ایتالیا.
- دیوید هدیسون، ۹۲، هنرپیشه اهل ایالات متحده آمریکا.
- یوکیا آمانو، ۷۲، دیپلمات ژاپنی.
- روتخر هاور، ۷۵، بازیگر هلندی.
- اگنس هلر، ۹۰، فیلسوف و مدرس دانشگاه اهل مجارستان.
- سزار پلی، ۹۲، معمار برجستهٔ آرژانتینی‌تبار آمریکایی.
- شیلا دیکشیت، ۸۱، سیاستمدار هندی.
- ایلاریا اوکینی، ۸۵، هنرپیشه اهل ایتالیا.
- لی پنگ، ۹۰، سیاست‌مدار اهل جمهوری خلق چین.
- محمد باجی قائد سبسی، ۹۲، حقوق‌دان و سیاست‌مدار و رئیس‌جمهور تونس.
- راسی تیلور، ۷۵، صدا پیشه اهل ایالات متحده آمریکا.
- جان رابرت شریفر، ۸۸، فیزیک‌دان آمریکایی.
- جورج هیلتون، ۸۵، هنرپیشه اهل اروگوئه.
- اگیل دانیلسن، ۸۵، پرتاب‌گر نیزه اهل نروژ.
- اصغر قندچی، ۹۱، کارآفرین ایرانی و پدر صنعت کامیون سازی.
- حسین آهی، ۶۵، شاعر و پژوهشگر ایرانی.
- هارولد پرینس، ۹۱، کارگردان اهل ایالات متحده آمریکا.